# Thumelinia
Thumelinia is een geslacht van rechtvleugeligen uit de familie sabelsprinkhanen (Tettigoniidae). De wetenschappelijke naam van dit geslacht is voor het eerst geldig gepubliceerd in 2001 door Rentz.

## Soorten
Het geslacht Thumelinia omvat de volgende soorten:
- Thumelinia waminda Rentz, 2001
- Thumelinia winstoni Rentz, 2001